# آدام اوهلنشگر
آدام گوتلوب اوهلنشگر (به دانمارکی: Adam Gottlob Oehlenschläger) ادیب و نویسنده دانمارکی قرن نوزدهم میلادی بود وی در سال ۱۷۷۹ متولد گردید و در سال ۱۸۵۰ درگذشت
اثر مشهور این نویسنده، شاخه‌های طلائی می‌باشد که به فارسی هم برگردانده شده‌است.

## تالیفات
برخی از توشته‌های اوهلنشگر بدین عبارتنداز:
- علاء الدین یا جراغ جادو
- پالناتوک
- تاژدی هاکن جارل
- تاریخ ملی
- شاخه‌های طلائی
- سفر تور به سوی یوتونهایم
- سفر
- ساگای وا
- نوشته‌های منظوم
- بالدور مهربان
- منظومه‌های شمالی
- اکسل و والبورگ
- کورگیور
- هلگه
- خدایان شمال
- هرولف کراکه
- ایرسا